# Troisième anneau routier de Moscou

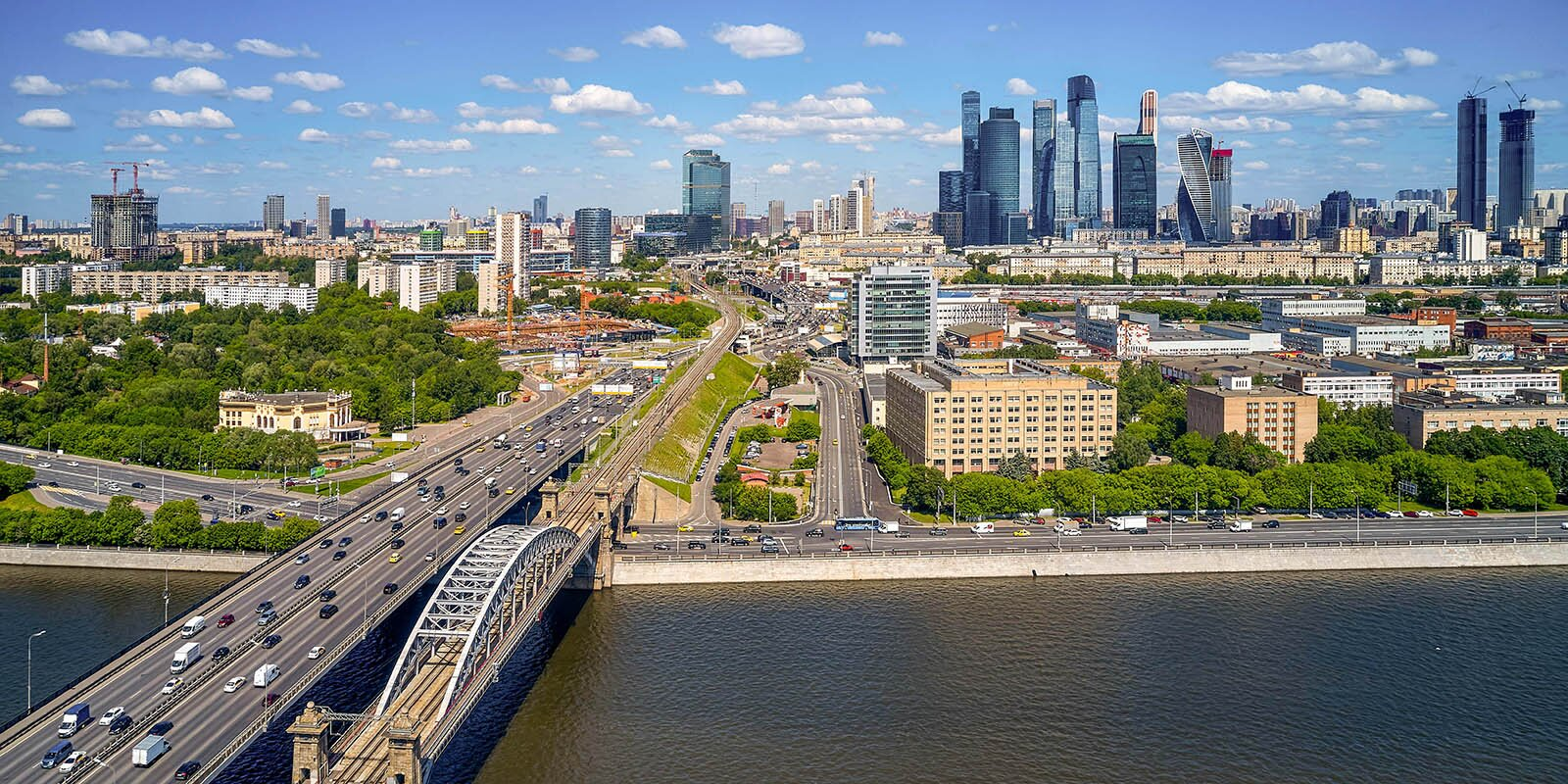
Le 3^{e} anneau routier enjambant la Moskova avec Moskva-City en arrière-plan.

Le troisième anneau routier de Moscou est une ceinture périphérique créée autour du centre-ville de Moscou.

## Origine du nom
Il tient son nom du nombre de ceintures routières de la ville, dont il est pour l'instant le dernier (en attendant l'achèvement de la quatrième). Il coïncide dans sa section méridionale avec la Ceinture centrale de Moscou, seconde ligne circulaire du métro de Moscou, inaugurée en 2016.

## Historique
Le troisième anneau routier de Moscou est créé en 2004, en englobant ainsi presque entièrement le district administratif central.
|  |
|  |

|  |
|  |

|  |
|  |